# Harald Prickler
Harald Prickler (* 17. Oktober 1934 in Lutzmannsburg; † 8. April 2018 in Eisenstadt) war ein burgenländischer Historiker und Archivar.

## Leben
Prickler legte 1952 die Reifeprüfung am Wiener Bundesrealgymnasium Hagenmüllergasse ab und studierte Geschichte und Anglistik an der Universität Wien. In Wien wurde er 1957 promoviert mit einer Dissertation über die Geschichte der Herrschaft Bernstein im Bezirk Oberwart. Zudem ließ er sich am Konservatorium der Stadt Wien zum Pianisten ausbilden. Zwischen 1956 und 1959 absolvierte er den Ausbildungslehrgang am Institut für Österreichische Geschichtsforschung. Sein Forschungsschwerpunkt war die Geschichte des burgenländisch-westungarischen Raumes. Er wurde bald als Archivar am Burgenländischen Landesarchiv angestellt, wo er 1963 zum Stellvertreter des Abteilungsleiters avancierte. 1994 wurde er zum Hofrat ernannt.
Prickler verfasste zahlreiche wissenschaftliche Arbeiten zur Landesgeschichte seiner Heimat, die er in den Zeitschriften „Burgenländische Forschungen“, „Burgenländische Heimatblätter“ und „Wissenschaftliche Arbeiten aus dem Burgenland“ veröffentlichte. Er wirkte in der Redaktion genannter Zeitschriften und war als wissenschaftlicher Berater an verschiedenen Ausstellungen beteiligt, darunter die Burgenländische Landesausstellung Die Ritter, die 1990 auf der Burg Güssing stattfand. Besondere Anerkennung fand seine Arbeit für die große Ausstellung im Jahr 1996 in Klostermarienberg über 800 Jahre Zisterzienser im Pannonischen Raum.

## Auszeichnungen
- Kulturpreis des Landes Burgenland für Wissenschaft, 1995.

## Schriften (Auswahl)
- mit Josef Karl Homma: Pinkafeld. Ein Gang durch seine Geschichte, Wirtschaft und Kultur. = 1100 Jahre Pinkafeld. Stadtverwaltung, Pinkafeld 1960.
- Das Buch vom Burgenland. Text von Gerhard Fritsch. Bilder von Johannes Zachs. Mit einem burgenländischen Alphabet von Harald Prickler. Belvedere Verlag, Wien 1968.
- Burgen und Schlösser im Burgenland. 2., erweiterte Auflage. Birken-Verlag, Wien 1972, ISBN 3-85030-020-X.
- als Herausgeber mit Johann Seedoch: Eisenstadt. Bausteine zur Geschichte. Anläßlich der 350-Jahrfeier der Freistadterhebung. Nentwich-Lattner, Eisenstadt 1998, ISBN 3-900356-38-6.
- Zur Frühgeschichte der Neufelder Industrie (= Burgenländische Forschungen. 97). Amt der Burgenländischen Landesregierung – Hauptreferat Landesarchiv und Landesbibliothek, Eisenstadt 2008, ISBN 978-3-901517-59-4.
- Eisenstädter bildende Künstler und Handwerker der Barockzeit. Biographische Daten und Werke (= Burgenländische Forschungen. 105). Amt der Burgenländischen Landesregierung – Hauptreferat Landesarchiv und Landesbibliothek, Eisenstadt 2013, ISBN 978-3-901517-77-8.